# Pycnodictya flavipes
Pycnodictya flavipes är en insektsart som beskrevs av Miller, N.C.E. 1932. Pycnodictya flavipes ingår i släktet Pycnodictya och familjen gräshoppor. Inga underarter finns listade i Catalogue of Life.